# 愛子 (小惑星)
愛子（あやし、3994 Ayashi）は小惑星帯に位置する小惑星。仙台市天文台職員の小石川正弘が発見した。

## 概要
1975年（昭和50年）、仙台市天文台職員の小石川正弘が、宮城県宮城郡宮城町下愛子の実家に「仙台市天文台・愛子観測所」を開設した（宮城町が仙台市に編入されたため1987年11月1日より仙台市内、同市の政令指定都市移行に伴い1989年4月1日より同市青葉区内）。
当小惑星は、同観測所において1988年（昭和63年）12月2日に発見された。その後も観測を続け、小石川は人生初の命名権を得て、当小惑星を同観測所の名称から「愛子」と名付けた。